# Gromada Szarlejka
Gromada Szarlejka war eine Verwaltungseinheit in der Volksrepublik Polen zwischen 1954 und 1961. Verwaltet wurde die Gromada vom Gromadzka Rada Narodowa, dessen Sitz sich in Szarlejka befand und der aus 21 Mitgliedern bestand.

Die Gromada Szarlejka gehörte zum Powiat Częstochowski in der Woiwodschaft Katowice (damals Stalinogród) und bestand aus den ehemaligen Gromadas Lgota und ZE Szarlejka der aufgelösten Gmina Grabówka aus diesem Powiat sowie der Gromada Kalej ZE der aufgelösten Gmina Wręczyca Wielka aus dem Powiat Kłobucki.

Zum 1. Januar 1960 wurde das Dorf Wydra aus der Gromada Gnaszyn Dolny ausgegliedert und der Gromada Szarlejka angegliedert.
Zum 31. Dezember 1961 die Gromada aufgelöst und an die Gromada Grabówka angeschlossen mit Ausnahme des Dorfes Wydra, das zur Gromada Gnaszyn Dolny kam.